# Poa vaginata
Poa vaginata är en gräsart som beskrevs av Renato Pampanini. Poa vaginata ingår i släktet gröen, och familjen gräs. Inga underarter finns listade i Catalogue of Life.